# ルイージ・ダッラピッコラ
ルイージ・ダッラピッコラ（Luigi Dallapiccola, 1904年2月3日 - 1975年2月19日）は、イタリアの作曲家。姓はダルラピッコラ、ダラピッコラとも表記する。抒情的な十二音音楽の作曲で知られる。

## 生涯
ダッラピッコラはピシーノ・ディストリア（現在のクロアチア・パジン）で、イタリア人の両親の間に生まれた。
音楽と深く関わる環境に生まれたほかの多くの作曲家たちと違って、彼の音楽経歴はどんなに良く見ても不規則なものであった。当時オーストリア帝国の一部であった彼の出生地イストリアをめぐる政治論争が不安定さと頻繁な移住を招いたのである。彼の父親は町に唯一のイタリア語学校の校長であったが、この学校は第一次世界大戦の開戦時に閉鎖されてしまう。政治的破壊活動の恐れがあると見なされた彼の家族はオーストリアのグラーツに抑留された。この地では新米作曲家はピアノに触れる機会もなかったのだが、彼は地元のオペラハウスでの公演に参加し、そのことで作曲を職業として追究しようという希望が確固としたものになった。戦後、故郷ピシーノに戻ると、彼は頻繁に旅行をするようになった。
1920年代にフィレンツェ音楽学校でピアノの学位をとり、1931年には同校の教授となった。以降、1967年に老人病により継続できなくなったためにエルネスト・コンソーロに交代し引退するまでそこで副科ピアノを教えた。彼はまた、ルイジ・ケルビーニ音楽学校のヴィート・フラッツィから作曲を学んだ。ダッラピッコラの教え子にはアブラハム・ザルマン・ウォーカーやルチアーノ・ベリオがいる。
ベニート・ムッソリーニによるファシスト政権下でのダッラピッコラの幼少期の経験は、彼の後の人生の展望や作品を特徴づけたといえるだろう。彼は一度プロパガンダを信用してムッソリーニを援助したことがあり、1930年代になって初めて、第二次エチオピア戦争やスペイン内戦へのイタリアの介入に反対する政治的視点を熱烈にもつようになった。ムッソリーニがアドルフ・ヒトラーの人種観に賛同したことはダッラピッコラのユダヤ人の妻ラウラ・ルッツァートにとって脅威となり、彼の考えはより強固なものとなった。『囚われ人の歌 Canti di prigionia』（1938-41）とオペラ『囚われ人 Il prigioniero』（1944-48）は、この激しい悩みを反映した作品で、前者はダッラピッコラ最初の本格的なプロテスト作品である。
第二次世界大戦中、彼はナチスと対立したために危険にさらされていたが、それでも彼はいつも通りに仕事をこなそうと努力し、限られた範囲では実際にこなしていたが、二度ほど数ヶ月間身を隠さなければならないこともあった。ダッラピッコラは演奏家として旅行も続けていたが、旅行先はナチスの占領を受けていない地域に限られた。
彼の作品が人々の目に触れるようになった（オペラ『囚われ人』によって名を成した）のは戦後のことであるが、その頃には彼の活動は比較的沈静化していた。彼は頻繁にアメリカ合衆国へ旅行し、タングルウッド音楽祭に出演したり、1956年からはニューヨーク市立大学クイーンズ校で作曲の教授を務めたりしている。彼は西ヨーロッパからアメリカにわたって、引っ張りだこの教育者であった。1968年に製作したオペラ『ウリッセ Ulisse』以後、彼が作曲をすることはまれになり、その後の歳月は大部分をエッセイの執筆に費やしている。
1972年以降は健康を害して作品を完成させることができなくなり、1975年にフィレンツェで肺水腫のため死去している。しかしながら、この時期の作品の下書きや断片がごくわずかながら残されており、その中には彼が亡くなる数時間前に作られて未完のまま残された声楽曲などがある。

## 音楽
ダッラピッコラが本気で作曲をしようと決意するきっかけとなったのはリヒャルト・ワーグナーの音楽であり、作曲を止めさせたのはクロード・ドビュッシーの音楽である―オーストリアに移住中にワーグナーのオペラ「さまよえるオランダ人」を聞いたことで、若者は作曲が天職であると確信したが、1921年に初めてドビュッシーの曲を聴いた後、彼は三年間作曲を止めて、この重大な影響について理解を得る時間としたのである―。
フェルッチョ・ブゾーニの新古典主義音楽作品の影響はダッラピッコラの後の作品に顕著に現れているが、彼が受けた最大の影響は1930年代に出会った新ウィーン楽派、とりわけアルバン・ベルクとアントン・ヴェーベルンであろう。ダッラピッコラの1920年代の作品は、演奏してはならないという指示があったために回収されているが、現在でも研究のために入手することが可能である。
ダッラピッコラの作品には、彼の規範によって生み出され、採用された十二音技法が広く用いられている。彼は実際、その技法を用いて作曲をした最初のイタリア人であり、イタリアで最初の支持者であり、より叙情的・調的なスタイルを可能とするセリー音楽の技法を発展させた人物である。1930年代を通してダッラピッコラのスタイルは、突発的な半音階を含む全音階スタイルから、意識的なセリー音楽の様相へと発展した。彼は十二音列を主旋律の要素として用いることから始め、やがては自分の作品を完全にセリー音楽として構築するようになった。セリー音楽を用いることで彼は、多くの新ウィーン楽派批判者が近代の十二音音楽に欠落していると言ったメロディーラインを失うことがなかった。彼のムッソリーニ支配に対する幻滅が、彼の音楽性を変化させた。第二次エチオピア戦争の後、彼は自分の作品がもはやかつてのように軽快で楽しい作品ではあり得ないと述べている。その後にも『ミュリエル・クーヴルーのための小協奏曲 Piccolo concerto per Muriel Couvreux per pianoforte e orchestra』などの例外はあるものの、このことは大部分において事実であった。
器楽伴奏付きの単声作品『ギリシャ抒情詩 Liriche Greche』（1942 - 45年）が、ダッラピッコラ最初の完全に十二音技法で作られた作品であろう。これと同時期に、彼の最後の純粋な全音階作品であるバレエ『マルシア Marsia』（1943年）も作曲されている。その後の10年間で、彼の技術の洗練と、ヴェーベルン作品の影響の増加が見て取れる。その後1950年代から、若い頃の露骨で情熱的なスタイルとは対照的な、彼が作りだした優雅で観照的なスタイルが彼の作品の特徴となった。彼の作品の大部分は、単声と器楽伴奏のための声楽曲である。彼の楽器法に対する特徴は、その印象主義的な官能性と柔らかな基調であり、木管楽器や弦楽器の通奏音（特にクラリネットやヴィオラなど中音域の楽器）に重点が置かれている。
3つの政治的声楽作品『囚われ人の歌』、『囚われ人』、『解放の歌 Canti di liberazione』は三部作を構成している（ただし、最初の2作品と3作目との時間・様式的な隔たりのため、まとまりがあるとは言い難い）。オデュッセイアをもとにした彼のオリジナル脚本である『ウリッセ』は、彼の生涯の作品中での最高潮である。この作品は8年以上かけて作曲され、彼の初期作品のテーマがより発展された形で含まれており、そしてこの作品がダッラピッコラ最後の主要な作品となったのである。

## 主な作品
- 3つのピアノフォルテのための音楽 Musica per tre pianoforti （1935年）
- 3つの賛歌 Tre laudi （1936-7年）
- 夜間飛行 Volo di Notte （1938年）
- 囚われ人の歌 Canti di prigionia （1938-41年）
- ミュリエル・クーヴルーのための小協奏曲 Piccolo concerto per Muriel Couvreux per pianoforte e orchestra （1939-41年）
- ギリシャ抒情詩 Liriche Greche （1942-5年）
- マルシア Marsia （1943年）
- 囚われ人 Il prigionero （1944-8年）
- アントニオ・マカードの4つの抒情詩 Quattro liriche di Antonio Machado （1948年）
- ヨブ Job （1950年）
- タルティニアーナ Tartiniana （1951年）　*バロック時代の作曲家ジュゼッペ・タルティーニの作品をモチーフとした曲。
- 解放の歌 Canti di liberazione （1951-5年）
- アンナリベラの音楽帳 Quaderno musicale di Annalibera （1952年）
- アン・マティルド An Mathilde （1955年）
- タルティニアーナ第2番 Tartiniana seconda （1955-6年）
- 5つの抒情詩 Cinque canti  （1956年）
- Requiescant （1957-8年）
- 3つの質問と2つの答え Three Questions With Two Answers （1962年）
- 祈り Preghiere （1962年）
- ウリッセ Ulisse （1960-8年）
- Sicut umbra （1970年）
- Commiatio （1972年）

## エピソード
彼の最も有名な弟子は、フォード財団の助成で留学したフレデリック・ジェフスキーである。しかし、ダッラピッコラは趣味が合わないとみるや否や、即刻首にしたという。